# Топчій Микола Павлович
Топчій Микола Павлович (17 грудня 1905, Харків, Російська імперія — 1973, Київ, УРСР, СРСР) — радянський український кінооператор.

## Життєпис
Закінчив технічне відділення Одеського державного технікуму кінематографії (1929).
В студентські роки задіяний в фільмах «Млин на узліссі» (1928), де виступає і як один з операторів, і як актор масовки. Після випуску знімає свої самостійні фільми «Вовчий хутір» (1930), «Вогняна помста» (1931) – обидва за творами письменника Миколи Ятка. Проте ключовим епізодом для нього в цей час стає робота асистентом майстра-оператора Олексія Калюжного під час роботи над фільмом режисера Івана Кавалерідзе «Злива» (1929).
Після від’їзду Калюжного з України, продовжує співпрацювати з Кавалерідзе як його головний оператор. В 1930 році знімає візуально складний та вишуканий фільм «Перекоп». Наступного року фільмує «Штурмові ночі», де широко використовує конструктивістські ракурси, виражає монументальність задуму фільму. Продовжує працювати і над наступними експериментальними стрічками Кавалерідзе «Коліївщина» (1933) та «Прометей» (1936). Під час цензурного розгрому останнього з цих фільмів вимушено публічно засуджує свого режисера. Завдяки цьому лишається в професії.
Напередодні великої війни на Київській кіностудії готує одразу кілька картин «оборонного кіно»: «Ескадрилья №5» (1939), «Винищувачі» (1939), «Вітер зі Сходу» (1940). На війні працює фронтовим оператором. З 1944 року фільмує документальні сюжети Української студії хронікально-документальних фільмів, проте 1945 року по сфабрикованій справі його арештовують та відправляють в трудові табори, де він знаходиться до 1953 року.
Після звільнення в 1956 році повертається в ігрове кіно, працює на Київській кіностудії ім. О. П. Довженка, де працює до 1966 року. В цей відрізок виступає оператором Марка Донського на його стрічці «Дорогою ціною» (1957), але переважно працює з режисерами молодшого покоління. Знімає комедію з легендарної серії пригод Штепселя і Тарапуньки (1957), любовну драму «Чумацький шлях» (1959), військово-пригодницький фільм «Бухта Єлени» (1963).
Працював на Одеській кінофабриці ВУФКУ (1929–1934), потім — на «Київській студії „Українфільм“», на Українській студії хронікально-документальних фільмів (1944–1945), а з 1956 р. — на Київській кіностудії ім. О. П. Довженка.
Був членом Спілки кінематографістів УРСР.

## Фільмографія
Операторські роботи:
- «Злива» (1929, у співавт.)
- «Болотяні вогні» (1930)
- «Перекоп» (1930)
- «Вовчий хутір» (1931)
- «Штурмові ночі» (1931)
- «Нафта» (1932)
- «Коліївщина» (1933)
- «Прометей» (1936)
- «Київ» (1935)
- «Ревізор» (1936)
- «Винищувачі» (1939)
- «Ескадрилья № 5» (1939, у співавт.)
- «Вітер зі Сходу» (1941)
- «Київ», «Дніпробуд», «25 років радянської Академії Наук»
- «25 років українського радянського театру» (1944)
- «Перемога на Правобережній Україні» (1945, у співавт.)
- «Дорогою ціною» (1957)
- «Штепсель одружує Тарапуньку» (1958)
- «Чумацький шлях» (1959)
- «Лілея» (1959, у співавт.)
- «На крилах пісні» (1960)
- «Роки дівочі» (1961)
- «Бухта Олени» (1964, у співавт. Н. Слуцьким)
- «А тепер суди...» (1965) та ін.